# Mexicaanse brulaap
De Mexicaanse brulaap (Alouatta pigra)  is een zoogdier uit de familie van de grijpstaartapen (Atelidae). De wetenschappelijke naam van de soort werd voor het eerst geldig gepubliceerd door Barbara Lawrence in 1933.

## Kenmerken
De vacht van deze brulaap is nagenoeg zwart, slecht de balzak van het mannetje vertoont een witte kleur.

## Leefwijze
In de schemering markeren deze dieren hun tot 25 hectare grote groepsterritorium met luid geschreeuw en gehuil. De meeste troepen zijn samengesteld uit ongeveer 7 individuen, waaronder één mannetje, dat qua gewicht dubbel zo zwaar kan worden als de vrouwtjes. Hun voedsel bestaat uit grote massa’s bladeren, die echter weinig voedingswaarde bevatten.

## Verspreiding
Deze soort komt voor in de tropische wouden van Mexico (Yucatan en Chiapas) en Centraal-Amerika, van Belize tot Guatemala.